# Cantone di Tilarán
Il cantone di Tilarán è un cantone della Costa Rica facente parte della provincia di Guanacaste.
Confina ad est con San Carlos e San Ramón, a sud con Abangares, ad ovest con Cañas, a nord con Guatuso.
L'economia si basa sulla coltivazione di ortaggi, mais, frutta (macadamia), cardamomo, caffè, legumi, legname, sulla produzione di latte e sul turismo.
Nel territorio cantonale si trova la laguna del vulcano Arenal. Nel 1980, per sfruttare con un bacino idroelettrico le acque della laguna, furono fondate le urbanizzazioni di Arenal e Tronadora.
Durante l'epoca della colonizzazione spagnola la zona fu abitata per lo sfruttamento delle poco distanti miniere di oro di Abangares. Inizialmente il nucleo urbano si chiamava La Cabra, nel 1910 il nome fu cambiato in Tilarán, dalla voce azteca Tilawa che significa "luogo dove piove molto".

## Geografia antropica

### Suddivisioni amministrative
Il cantone  è suddiviso in 7 distretti:
- Arenal
- Líbano
- Quebrada Grande
- Santa Rosa
- Tierras Morenas
- Tilarán
- Tronadora